# Comunità ebraica di Alghero
Alghero fu sede, insieme a Cagliari, della più ricca e importante comunità ebraica della Sardegna. 
Nel XIV e XV secolo gli ebrei di Alghero godettero di ampie libertà e contribuirono in modo decisivo, specie grazie della potente famiglia dei Carcassona, allo sviluppo economico e culturale della città.
Nel porto rimane l'imponente Torre degli ebrei, costruita dagli ebrei locali su finanziamenti giunti da Cagliari. La sinagoga e il cimitero risalgono rispettivamente al 1381 e al 1383 e furono ampliati nel secolo successivo. La ricchezza e il prestigio che per secoli avevano garantito agli ebrei algheresi l'immunità da innumerevoli disposizioni antiebraiche, nulla valsero però di fronte al decreto generale di espulsione del 1492. Ad Alghero rimasero solo i Carcassona che preferirono la conversione all'esilio.